# 182 f.Kr.

## Händelser

### Efter plats

#### Mindre Asien
- Kung Prusias I Chlorus av Bithynien dör och efterträds av sin son, som härskar under namnet Prusias II.

## Födda
- Ptolemaios VIII Euergetes, kung av den Ptolemaiska dynastin i Egypten (död 116 f.Kr.)

## Avlidna
- Prusias I Chlorus, kung av Bithynien (född omkring 228 f.Kr.)